# Isabelle de Portugal (1397-1471)
Pour les articles homonymes, voir Isabelle de Portugal.
Titre
Duchesse de Bourgogne
8 janvier 1430 – 15 juin 1467
(37 ans, 5 mois et 7 jours)
Isabelle de Portugal, née le 21 février 1397 à Évora, morte le 17 décembre 1471 à Aire-sur-la-Lys, fut, par mariage, duchesse de Bourgogne.
Elle est la fille du roi Jean Ier de Portugal, la sœur du roi Édouard Ier de Portugal, l'épouse du duc de Bourgogne Philippe le Bon et la mère de Charles le Téméraire.

## Biographie
Isabelle était la seule fille survivante du roi Jean Ier de Portugal et de son épouse Philippa de Lancastre. Par celle-ci, elle est l'arrière-petite-fille d'Édouard III d'Angleterre, lui-même petit-fils du roi de France, Philippe IV le Bel. Parmi ses frères, on relève notamment le roi Édouard Ier de Portugal, mais aussi Henri le Navigateur, duc de Viseu, et Pierre de Portugal, duc de Coimbra.
Elle passa sa jeunesse à la cour portugaise de Lisbonne, où elle partagea avec ses frères une éducation de haute qualité. Elle maîtrisait alors le latin, le français, l'anglais et l'italien. Elle pratiquait aussi l'équitation et la chasse qu'elle a appris auprès de ses frères. Elle a par ailleurs manifesté assez tôt un intérêt pour la politique.
En 1415, alors que la guerre de Cent Ans bat son plein, Isabelle reçoit une demande en mariage de la part du roi d'Angleterre Henri V, son cousin germain, dans le but de renforcer une alliance de l'Angleterre et du Portugal dans le conflit concernant la possession de la couronne de France. Les négociations échouèrent et l'infante de Portugal resta encore célibataire pour longtemps. Cette même année elle perdit sa mère Philippa de Lancastre, dont elle était proche.

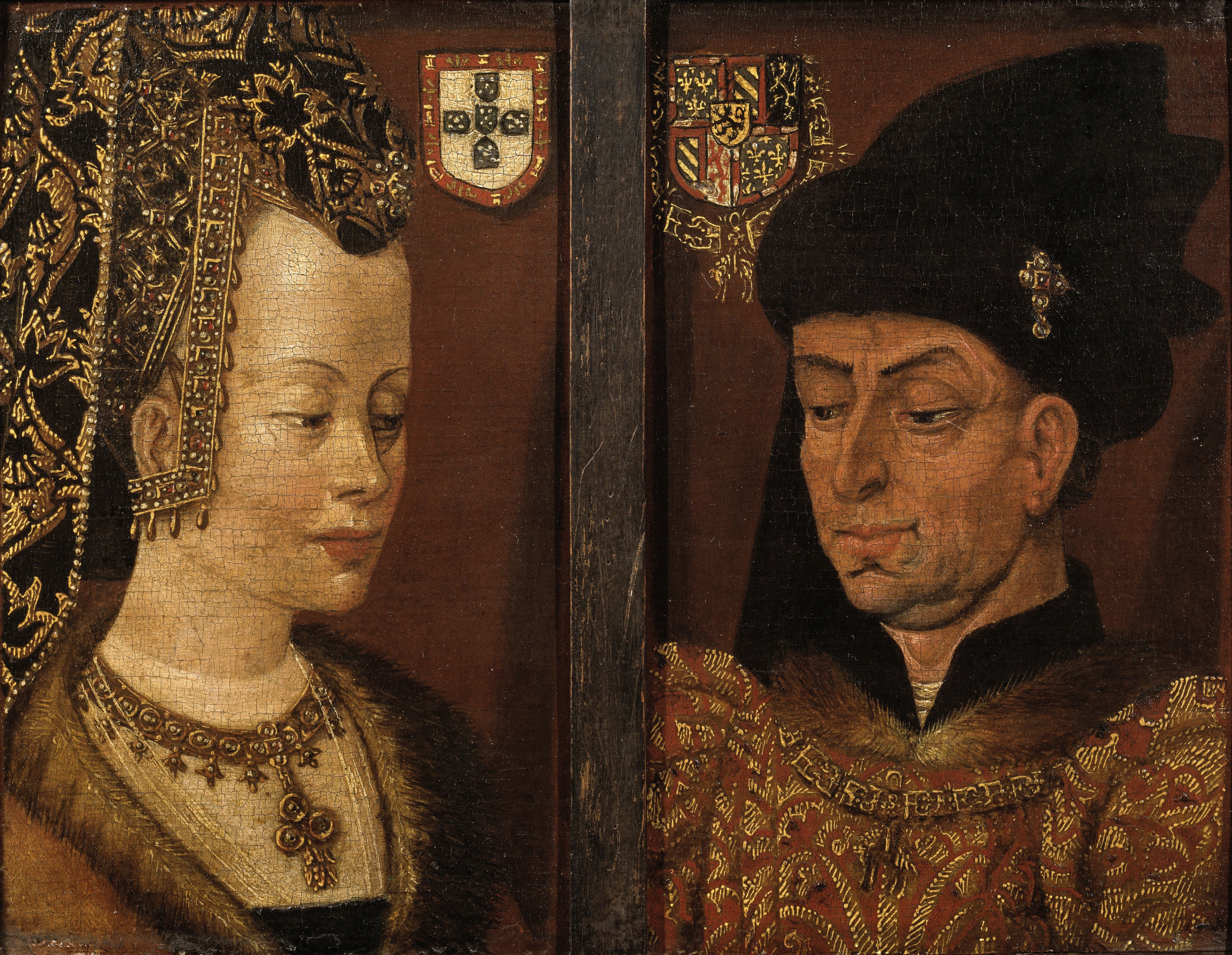
Isabelle de Portugal et Philippe le Bon.

En 1428, Jean de Roubaix lui demande sa main au nom du duc Philippe dit le Bon. Les négociations aboutirent. Elle quitta alors définitivement le Portugal le 19 octobre 1429, dans une flotte de 20 navires accompagnés de près de 2000 Portugais. Le périple jusqu'en Flandre dura onze semaines. Des tempêtes terribles se produisirent, causant la perte de plusieurs navires. Elle y perdit ses bagages et ses vêtements prévus pour le mariage. La flotte arrive à L’Écluse le 25 décembre 1429. À 32 ans, Isabelle épouse donc Philippe III de Bourgogne qui en a 33, à L’Écluse le 7 janvier 1430. Les festivités eurent lieu ensuite à Bruges. C'est à l'occasion de ce mariage que Philippe créa l'ordre de la Toison d'or.
Elle a dû s'habituer au style de vie très extravagant et dispendieux de la cour de Bourgogne, la plus opulente d'Europe. Elle était jusque là habituée au style plus sobre et religieux de la cour portugaise. Philippe lui confia aussi dès le début son intention de garder sa liberté et de ne pas être fidèle. Il la couvrit de cadeaux somptueux pour qu'elle lui pardonne sa méconduite, puis lors de ses grossesses. C'est finalement l'intelligence et le tempérament diplomate du duc qui finira par trouver un écho semblable chez la duchesse. À défaut d'un véritable amour conjugal, ils constituèrent assez vite un couple d'amis, très complices dans les affaires, et ils menèrent d'un même front leur grand projet d’État bourguignon. Ils eurent trois fils, dont les deux premiers moururent en bas âge. Le dernier fut Charles le Téméraire. De son côté, Philippe collectionnait les maîtresses et engendra de nombreux enfants illégitimes.
Durant une grande partie de sa vie, la duchesse mena comme son mari une vie itinérante, suivie par la cour de Bourgogne et de nombreux serviteurs. Elle passait plus de la moitié du temps avec son mari qu'elle suivait, mais elle voyageait aussi fréquemment de son propre côté. Elle séjournait principalement dans les nombreuses villes des Pays-Bas bourguignons, qu'elle visita presque toutes à plusieurs reprises, et dans les divers châteaux du duc, en faisant des séjours plus fréquents et plus longs dans les grandes demeures ducales (Bruxelles, Bruges, Gand, La Haye, Lille, Hesdin, Saint-Omer, Arras, Douai et beaucoup d'autres). Elle faisait des étapes chez des hôtes qui invitaient le couple ou elle seule et dans les abbayes. Elle alla aussi de nombreuses fois en Bourgogne, notamment au palais ducal de Dijon, et en second lieu à Chalon. Elle a passé une partie importante de sa vie sur les routes. Cette vie était marquée par les entrées solennelles fastueuses dans les villes, les festins avec les grands seigneurs locaux, agrémentés de fêtes et de tournois où combattaient les chevaliers de la Toison d'or. Mais parfois, lorsque des villes se révoltèrent contre le pouvoir ducal, l’accueil était beaucoup plus hostile et dangereux.
Son rôle politique dans les États bourguignons était plus important que celui d'autres souveraines contemporaines, telle la reine de France Marie d'Anjou, plus effacée. Le couple ducal était fort occupé à tenter d'acquérir de nouvelles provinces, d'unifier l'ensemble des états, régler les nombreux troubles politiques intérieurs, monter une administration centrale puissante et se faire des alliés. Isabelle était une femme très raffinée et intelligente qui aimait s'entourer d'artistes et de poètes. Certains des plus grands peintres de son temps firent son portrait, comme Jan van Eyck et Rogier van der Weyden. Elle fonda aussi de nombreuses places d'étude. Elle a su s'imposer à la cour où elle mit en place une étiquette exigeante. Grâce aux qualités politiques dont elle était dotée, Philippe l'associa à l'exercice du pouvoir. Elle eut aussi une grande influence sur son fils Charles le Téméraire. Elle représenta son mari dans plusieurs conférences diplomatiques, comme les négociations commerciales avec l'Angleterre en 1439 ou encore avec les villes de Flandre et de Hollande qui s'étaient rebellées contre le duc. Elle gouverna elle-même les Pays-Bas bourguignons en tant que régente durant les absences de son mari, en 1432, puis de 1441 à 1443. Elle conserva toujours des relations avec sa famille du Portugal. Elle joua ainsi un rôle déterminant dans l'exploration et la colonisation des Açores par des Flamands, en recommandant Jácome de Bruges à son frère Henri le Navigateur, puis Josse van Huerter à son neveu Ferdinand de Portugal.
À partir de 1457, elle se brouille avec son mari sur des questions politiques. Elle prit une sorte de retraite en faisant du château de la Motte-aux-Bois, dans la forêt de Nieppe, sa résidence principale où elle mena une vie un peu plus tranquille. Ce domaine faisait partie de la châtellenie de Cassel que son mari lui avait donné en 1437. Elle ne cessa cependant jamais totalement de se déplacer.
Enfin en 1470 et 1471 elle habitait plutôt à Aire-sur-la-Lys où le duc (désormais son fils) possédait deux châteaux. Elle y est décédée en décembre 1471.

## Galerie d'images

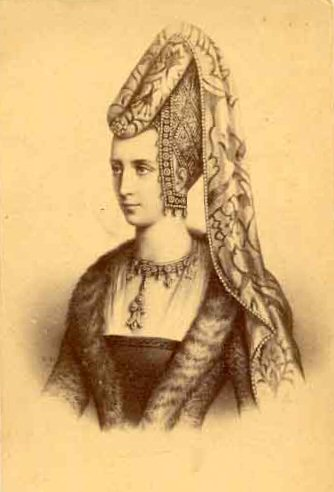
Gravure française de la fin du XIXe siècle, inspiré d'une copie par le peintre Laure Houssaye de Léoménil pour la galerie historique de Versailles, d'après un portrait historique au Musée des Beaux-Arts de Dijon.
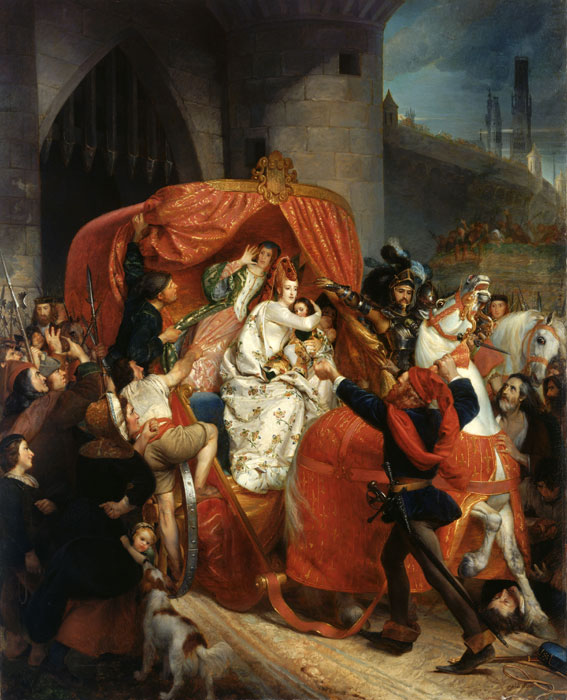
Sophie Rude, La Duchesse de Bourgogne arrêtée aux portes de Bruges, Salon de 1841.
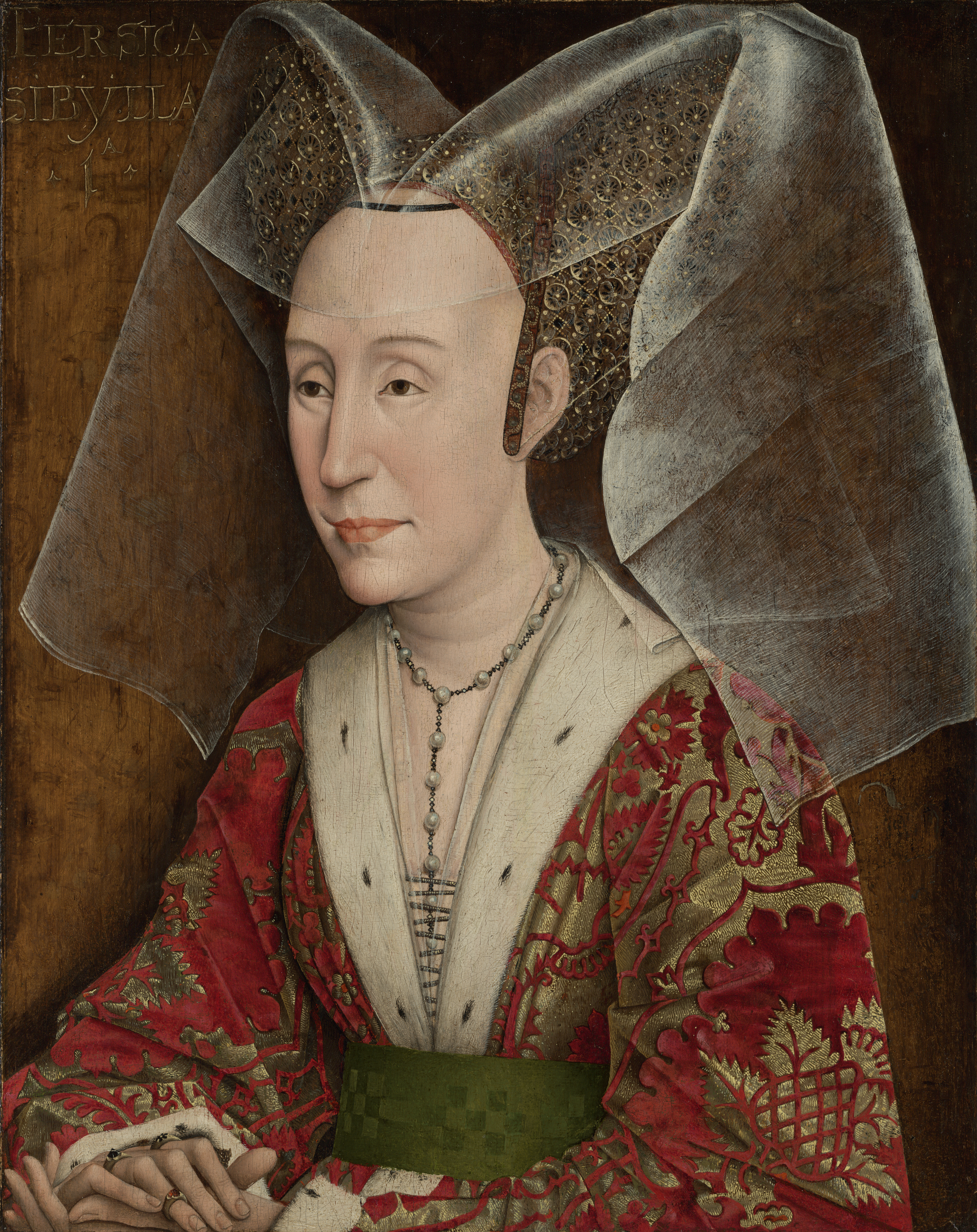
Portrait d'Isabelle de Portugal attribué à l'atelier de Rogier van der Weyden.